# Смит, Мими
Мэ́ри Эли́забет (Ми́ми) Смит (англ. Mary Elizabeth [Mimi] Smith; урождённая Стэ́нли, англ. Stanley; 24 апреля 1903, Ливерпуль, Англия, Великобритания — 6 декабря 1991, Пул, Дорсет, Англия, Великобритания) — тётя Джона Леннона по матери, заменившая ему родную мать.
Вскоре после того, как сестра Мими Джулия Леннон рассталась с мужем, Мими добилась опекунства над своим племянником, Джон Леннон жил с приёмными родителями со своей тётей Мими и дядей Джорджем (её мужем) большую часть своего детства.

## Биография

### Семья Стэнли
По словам Леннона, когда-то семья Стэнли владела деревней Вултон (теперь — пригород Ливерпуля).
Отец Мэри («Мими»), моряк Джордж Стэнли (англ. George Stanley), родился в 1874 году в Ливерпуле.
Её мать, Энни Джейн Миллуорд (англ. Annie Jane Millward), родилась примерно в 1875 году в Честере, в семье валлийцев. Два первых ребёнка Джорджа и Энни, мальчик и девочка, умерли вскоре после рождения, и у супругов родилось ещё пять дочерей: Мэри («Мими»), Элизабет («Мэтер», англ. Mater Stanley, 1908—1976), Энн («Нэнни», англ. Nanny Stanley, 1911—1988), Джулия («Джуди», англ. Judy Stanley, 1914—1958) и Харриет («Хэрри», англ. Harrie Stanley, 1916—1972).
Когда Мими подросла, она стала помогать матери по дому. Леннон позже рассказывал, что его тётя превыше всего ценила приличия и честность, а также говорила: «Либо ты хороший человек, либо — нет». Пит Шоттон, школьный друг Леннона, рассказывал, что Мими «очень хорошо отличала правильное от неправильного».
После смерти Энн Стэнли в 1941 году Мими стала вести дела и заботиться об отце, ей немного помогала сестра Джулия.
Мими, по воспоминаниям её близких, была упрямой и независимой и не желала выходить замуж, чтобы не быть, по её словам, «привязанной к кухонной раковине». Она работала медсестрой в Вултонской больнице, позже работала секретаршей у промышленного магната Эрнеста Викерса, она хотела купить дом в элитном районе Ливерпуля.

### Замужество

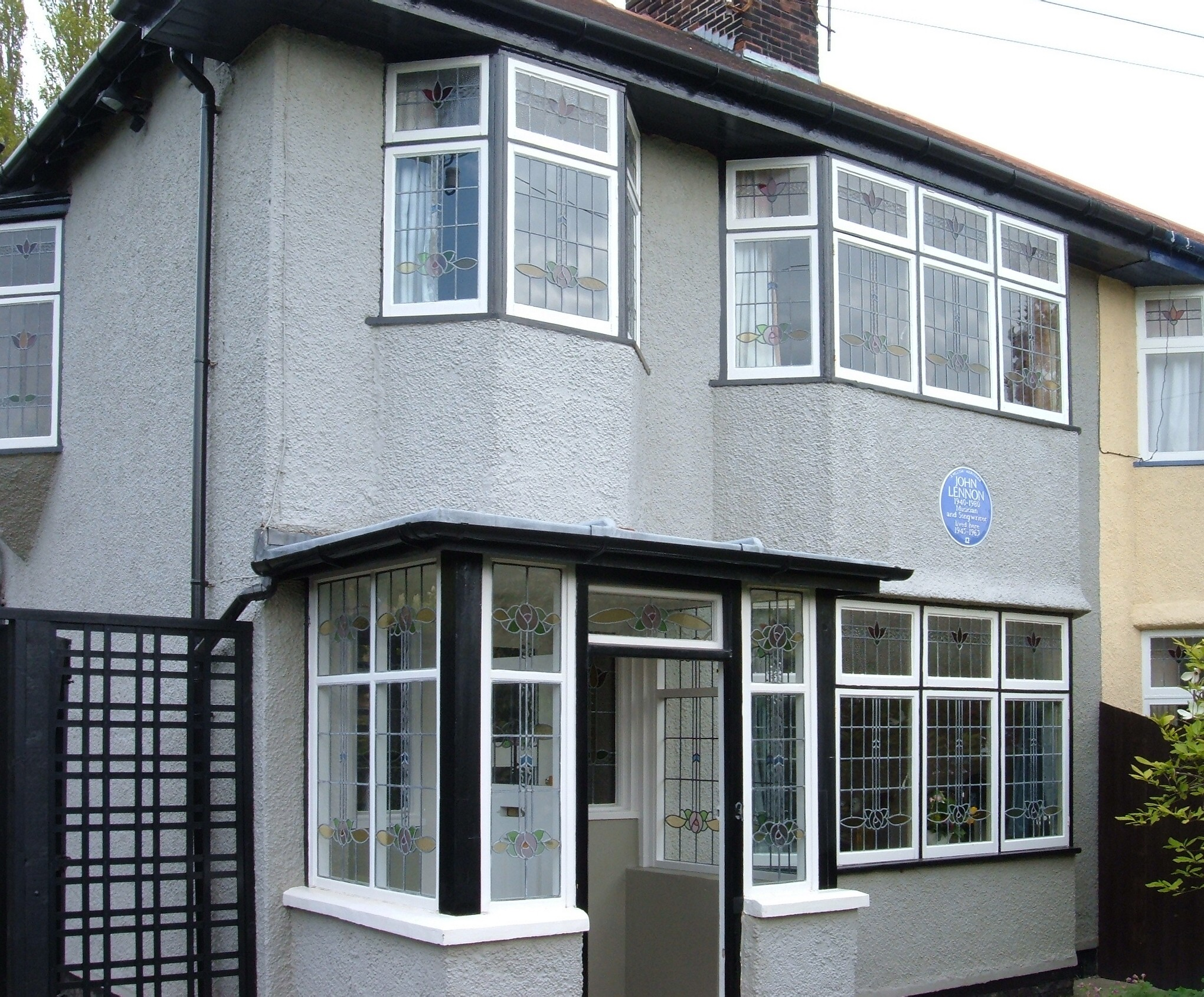
«Мендипс», дом семьи Смит (теперь принадлежит Национальному фонду)

В начале 1932 года Мими познакомилась с Джорджем Смитом, который привозил молоко в больницу, где она работала. Джордж и его брат Фрэнк были владельцами молочной фермы и магазина в Вултоне, принадлежавших трём поколениям Смитов. Джордж начал ухаживать за Мими, но она была к нему холодна, а её отец вообще был против этого ухаживания. Через семь лет, устав от ожидания, Смит однажды, привёз, как обычно, молоко в больницу, сказал Мими, что либо она выйдет за него замуж, «либо нет!»
Мими и Джордж поженились 15 сентября 1939 года, купили таунхаус «Мендипс», названный так в честь Мендипских холмов, расположенный на Менлоув-авеню в Ливерпуле. Эта улица сильно пострадала во Вторую мировую войну, и Мими часто закидывала мокрыми простынями зажигательные бомбы, падавшие к ним в сад. Джорджа Смита призвали в армию, а через три года перевели на авиастроительный завод, где он и проработал до конца войны. Позже Смит бросил свой бизнес и стал букмекером, что послужило поводом для жалоб Мими на его пристрастие к азартным играм и на то, что он проиграл большую часть её денег.

### Мими и Джон Леннон
Джулия Стэнли вышла замуж за Альфреда Леннона 3 декабря 1938 года, а 9 октября 1940 года родился их единственный ребёнок Джон. В тот вечер Мими в нетерпении позвонила в роддом на Оксфорд-стрит, и ей сообщили, что у Джулии родился мальчик. Сама Мими рассказывала, что немедленно побежала в роддом, хотя именно тогда на Ливерпуль был совершён воздушный налёт. Потом, когда Мими бегом возвращалась на Ньюкасл-роуд, чтобы рассказать о новорождённом своему отцу, люди кричали ей: «Бегите в бомбоубежище!», на что она ответила: «Замолчите!». Потом выяснилось, что Мими придумала историю с налётом: налёта в тот день не было совсем. Предыдущий был 21 сентября, а следующий — 16 октября.
После того, как Джулия рассталась с мужем, она стала жить с Джоном Альбертом («Бобби») Дайкинсом, но Мими добилась оформления опекунства над Джоном, так как у неё не было детей и она не хотела рожать, но племянника очень любила, и к тому же в родном доме Джон спал в одной кровати с Джулией и Дайкинсом.
В июле 1946 года Альфред Леннон посетил семью Смитов и взял Джона с собой в Блэкпул, якобы на каникулы, тайно собираясь эмигрировать с сыном в Новую Зеландию. Джулия приехала в Блэкпул и забрала Джона к себе, но через несколько недель отправила его Мими. После этого Джон постоянно жил в Мендипсе, в самой маленькой спальне над входной дверью. Хотя Мими очень хорошо заботилась о нём, она была строгой, в отличие от своего мужа и Джулии. Друзья семьи рассказывали, что Мими была упрямой и нетерпимой, но с прекрасным чувством юмора. Часто случалось так, что, когда она делала Джону замечания, он отвечал шуткой, и вскоре оба чуть не падали со смеху.
Джордж Смит научил Джона читать в пять лет с помощью газеты «Эхо Ливерпуля» (англ. Liverpool Echo), а Мими покупала для племянника сборники рассказов.
С девяти до пятнадцати лет Джон каждое лето самостоятельно (по настоянию Мими) ездил на автобусе к своей тёте Мэтер (Элизабет Паркс) в Шотландию.
Каждый год Мими с семьёй ходила в городской парк на праздник, где Армия спасения устраивала концерт. Мими позже вспоминала, как Джон, когда они шли туда, тянул её за руку и просил: «Мими, скорее, мы же опоздаем!». Детский дом, принадлежавший Армии спасения, рядом с которым устраивался концерт, назывался «Земляничная поляна» (англ. Strawberry Field), и позже Леннон увековечил это название в песне The Beatles «Strawberry Fields Forever».
Своего дядю Джорджа, по словам Мими, Леннон очень любил. Мими говорила: «Они часто уходили вдвоём на прогулки, оставляя мне шоколадку и записку „Хорошего тебе дня“!».
Джордж умер в 1955 году от цироза печени в 52 года, и Мими стала зарабатывать деньги, сдавая свободную комнату в Мендипсе студентам, хотя Джордж оставил ей по завещанию 2000 фунтов.
Через три года после смерти Джорджа умерла её сестра Джулия: возвращаясь домой после визита к Мими, она была сбита автомобилем пьяного полицейского Эрика Клэга. Мими билась в истерике над телом сестры, пока не приехала машина «Скорой помощи». Клэгу сделали выговор и временно отстранили от работы в полиции. Услышав такой приговор, Мими закричала на Клэга: «Убийца!».

#### Мими и профессия Леннона

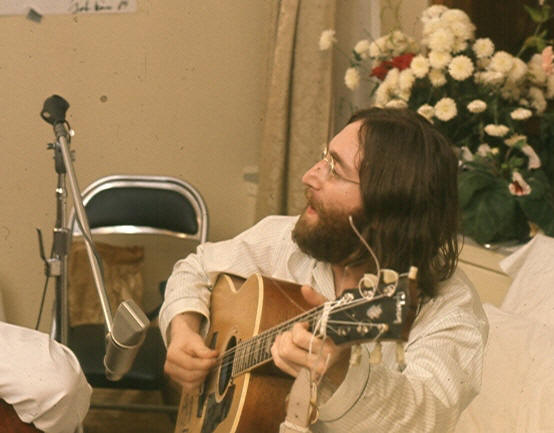
Леннон, репетирующий «Give Peace a Chance»

Хотя Мими позже утверждала, что это она купила Джону его первую гитару, на самом деле это сделала Джулия (после многочисленных просьб Леннона), купив её за пять фунтов. 6 июля 1957 года на празднике рядом с церковью в Вултоне сёстры увидели Джона, выступающего с The Quarrymen. Джулия (знавшая о том, что Джон будет выступать), услышав доносящуюся с лужайки музыку, немедленно пошла туда, потянув за собой Мими. Мими потом рассказывала о противоречивых чувствах, которые охватили её при виде Джона у микрофона.
Мими отправила Леннона учиться в Ливерпульский колледж искусств, чтобы он мог получить хоть какое-то образование, хотя Джон интересовался больше музыкой. Мими не хотела, чтобы он организовывал рок-группу, и недолюбливала Пола Маккартни, называя его «мелким приятелем Джона», так как Маккартни, по её словам, принадлежал к «рабочему классу». Джорджа Харрисона она терпеть не могла из-за его скаузского акцента и одежды тедди-боя. Мими разрешала будущим «The Beatles» репетировать только на веранде. Однажды она попросила Паркса, сына своей сестры Мэнор, взять её в Cavern Club посмотреть на Джона, но, зайдя в тёмный подвал, полный орущих подростков, Мими в ужасе закричала: «Уведи его [Джона] отсюда, уведи его отсюда! Сними его со сцены! Он не должен тут оставаться! Его надо остановить!» Мими надеялась, что музыка Джону наскучит, и часто говорила ему: «Гитара — это хорошо, Джон, но на жизнь ты с ней никогда не заработаешь».
Отъезд «The Beatles» в Гамбург Мими тоже не приветствовала, желая, чтобы Леннон окончил колледж, но он пообещал ей заработать там кучу денег.
Когда Леннон уже стал известным, Мими упрекала его за его нарочно подчёркнутый скаузский акцент, на что Леннон отвечал: «Таков шоу-бизнес. Люди хотят, чтобы я говорил по-ливерпульски».

#### Отношение Мими к жёнам Леннона
К возлюбленным Леннона Мими относилась очень резко и часто их критиковала. С Синтией она была очень сурова. Летом 1962 года Синтия узнала, что беременна от Леннона, Леннон сделал ей предложение, Мими пригрозила никогда больше с ним не разговаривать. На свадьбу Леннона и Синтии, состоявшуюся 23 августа в Ливерпуле, Мими не пришла. Леннон пригласил на свадьбу, кроме тёти, многих родственников, но Мими обзвонила всех, говоря им, чтобы они тоже не приходили. Позже, когда Мими узнала, что молодожены живут на квартире у Брайана Эпстайна и что у Синтии чуть не случился выкидыш, Мими согласилась сдать им одну из комнат в Мендипсе.
Перед Рождеством 1972 года, встретив уже разведённую Синтию на похоронах своей сестры Харриет, Мими сердито сказала ей, что той не следовало бы давать Леннону развод и позволять ему начинать жить с Йоко Оно и «делать из себя идиотку».
После смерти Леннона Йоко Оно и Шон Леннон приехали навестить Мими в Ливерпуль, где она жила в доме своей сестры Энн. Мими сказала: «Шон во всём копия Джона: внешность, поведение — и чувство юмора у него совсем как у Джона. Если он будет держаться подальше от музыки, он будет счастлив».
Позже Йоко Оно купила Мендипс и передала его Национальному фонду.

### Последние годы
У Мими были родственники в Экетахане (Новая Зеландия), так как её тётя Харриет Миллуорд (по материнской линии), переехала туда после свадьбы. Мими часто переписывалась с родственниками, а в 1964 году благодаря Леннону смогла к ним поехать.
В Мендипсе Мими жилось неспокойно: её беспокоили фанаты Битлз и Леннона. Поэтому она продала дом за 6000 фунтов в 1965 году, а Леннон купил ей за 25 000 фунтов бунгало в Пуле (Дорсет), где она и прожила остаток жизни. В 1965 году Джон, Синтия и их сын навестили Мими — это был последний раз, когда они приезжали к ней все вместе.
Леннон подарил Мими свой орден Британской империи, но потом попросил отдать его назад, чтобы вернуть его в знак протеста.
Леннон посылал Мими 30 фунтов в неделю, но, когда она узнала, что он столько же выплачивает матери Синтии, она позвонила к нему домой и закричала: «Что она [мать Синтии] сделала, чтобы это заслужить? Скажите Джону, что я сильно обижена». Затем Мими бросила трубку.
Когда Леннон уехал в Нью-Йорк, он звонил Мими раз в неделю. 5 декабря 1980 года, за три дня до смерти, он сказал ей, что скучает и хочет поехать в Англию. После смерти Леннона Мими с ужасом узнала, что он не переоформил документы на дом на её имя, что означало, что дом принадлежит Оно, которая могла в любой момент его продать.

### Смерть
Мими умерла 6 декабря 1991 года, ей было 88 лет, за ней присматривала медсестра Линн Вэрко. В день смерти Мими стало плохо в ванной, и Линн помогла ей дойти до постели, где у Мими началось дыхание Чейна — Стокса. По воспоминаниям Линн, последними словами Мими были «Здравствуй, Джон».
Мими была старшей из пяти сестёр, но прожила дольше всех. Синтия, Шон и Йоко Оно присутствовали на её похоронах 12 декабря, Маккартни, Харрисон и Ринго Старр прислали цветы. По словам медсестры Линн Вэрко, несмотря на неприязнь Мими к Синтии, Синтия рыдала на протяжении всей церемонии похорон.
Мими кремировали в Пулском крематории, местонахождение её праха неизвестно. В день кремации Мими Оно выставила её дом на продажу, дом снесли через три года.

## Образ Мими Смит в кино
- «Рождение The Beatles» (1979, роль Мими исполнила Эйлин Кеннелли)[61],
- «Джон и Йоко: История любви» (1985, в эпизоде)[62],
- «В его жизни: история Джона Леннона» (2000, роль исполнила Блэр Браун)[63]
- «Стать Джоном Ленноном» (2010, роль исполнила Кристин Скотт Томас)[64][65]. Пол Маккартни не согласился с изначальным сценарием «Стать Джоном Ленноном» и сказал режиссёру Сэм Тейлор-Вуд: «Тётя Мими не была жестокой. Она была сурова, но её доброе сердце было полно любви к Джону». По совету Маккартни режиссёр изменила сценарий[66].